# La California (metro de Caracas)
La California es una estación del Metro de Caracas perteneciente a la Línea 1, inaugurada el 19 de noviembre de 1989 durante el tercer y último prolongamiento de la línea a la altura del tramo Los Dos Caminos - Palo Verde.

## Lugares de interés
- Centro Comercial Líder
- Unicentro El Marqués
- Torre Gold's Gym (antigua Torre Bazar Bolívar)